# Cesare Fedele Abbati
Cesare Fedele Abbati OFM (ur. 31 marca 1820 w Modenie, zm. 8 kwietnia 1915) – włoski duchowny rzymskokatolicki, w latach 1863–1877 biskup Santorini, następnie od 1885–1890 biskup Chios, franciszkanin.

## Życiorys
Urodził się 31 marca 1820 w Modenie na północy Włoch.
25 sierpnia 1842 złożył śluby w Zakonie Braci Mniejszych, następnie w 1845 otrzymał święcenia kapłańskie. 27 marca 1863 został mianowany biskupem Santorini. Sakrę biskupią otrzymał 24 maja 1863 z rąk arcybiskupa Vincenzo Spaccapietra. Funkcję tę piastował do 16 października 1877. W 1885 papież Leon XIII mianował go biskupem Chios, urząd ten pełnił przez 5 lat.
Zmarł 8 kwietnia 1915 w wieku 95 lat.